# Windows Small Business Server 2008
Microsoft Windows Small Business Server 2008 ist wie sein Vorgänger Windows Small Business Server 2003 ein Netzwerkbetriebssystem für kleine Unternehmen. Es basiert auf Microsoft Windows Server 2008 und beinhaltet Microsoft Exchange Server 2007 sowie optional Microsoft SQL Server 2008.

## Editionenunterschiede
Microsoft Windows Small Business Server 2008 ist in zwei Editionen verfügbar, Standard und Premium.
- Die Standard Edition enthält folgende Komponenten:
  - Microsoft Windows Server 2008 Standard Edition ohne Remote Desktop Protocol im Anwendungsmodus[1]
  - Microsoft Exchange Server 2007 Standard Edition, jedoch nun im Gegensatz zu SBS2003 ohne Outlook oder Outlook-Lizenzen.[2]
  - Microsoft Windows SharePoint Services 3.0
  - Windows Server Update Services 3.0
  - Microsoft Forefront Security Service for Exchange Server
  - Windows Live OneCare for Server
  - Integration mit Office Live Small Business

- Die Premium Edition beinhaltet zusätzlich:
  - Microsoft Windows Server 2008 Standard Edition
  - Microsoft SQL Server 2008 Standard Edition for Small Business

Outlook ist im Gegensatz zur Vorversion, Small Business Server 2003, in beiden Versionen nicht mehr enthalten.

## Lizenzierung
Im Lieferumfang befinden sich fünf sogenannte CALs (Client Access License). Das bedeutet, dass fünf Benutzer oder Computer Zugriff auf die vom Server zur Verfügung gestellten Ressourcen haben. Gängig ist es, die Lizenzierung pro Benutzer und nicht pro Gerät zu betreiben. In Betrieben, die Schichtbetrieb betreiben, kann jedoch die Lizenzierung pro Gerät von finanziellem Vorteil sein.
Eine CAL für einen Benutzer erlaubt es, jede der im Lieferumfang enthaltenen Technologien des Small-Business-Servers 2008 in vollem Umfang zu nutzen. Da der Small-Business-Server auf kleine und mittelgroße Betriebe ausgelegt ist, beinhaltet die Software eine Beschränkung auf 75 CALs.
Bei mehr als 5 CALs sollte die empfohlene Systemanforderung eingehalten werden, da sonst eine Verlangsamung des Servers auftreten kann.
Mit Hilfe des Transitionpacks kann der Small-Business-Server 2008 in seine Einzelkomponenten überführt werden. Nach Anwendung des Transitionpacks besitzt man sowohl technisch als auch lizenzrechtlich die Basiskomponenten des SBS2008 in seiner jeweiligen Version. Die Beschränkungen des SBS2008 gegenüber den Basiskomponenten sind dann aufgehoben. Das betrifft vor allem die Lizenzanzahlbeschränkung auf 75 CAL und die Rollenbeschränkung des Servers.

## Sonstige technische Informationen
Kleine Unternehmen mit je nach Lizenzierung bis zu 75 Mitarbeitern oder bis zu 75 Clientcomputern erhalten ein Werkzeug, das die zentrale Verwaltung der im Unternehmen eingesetzten EDV-Mittel ermöglicht. Gegenüber einer Lösung aus unabhängigen Einzelcomputern mit Desktopbetriebssystemen erhält man
- zentrale Verwaltung der Benutzer und EDV-Geräte durch Active Directory
- zentrale Verwaltung der Benutzerdateien auf einem Server
- zentrale Verwaltung der E-Mails auf einem Server
- Datensicherung aller o. g. Daten zentral auf dem Server
- zentrales Patchmanagement für alle Unternehmenscomputer
- zentrale Bereitstellung von Unternehmensweiten Anwendungen
- zentrale Verwaltung von Sicherheitsregeln z. B. durch Gruppenrichtlinien

Folgende Besonderheiten gegenüber einem einzelnen Windows Server 2008 Standard gelten:
- Sämtliche Komponenten des Microsoft-Windows-Small-Business-Servers 2008 Standard sind auf einem physikalischen Computer zu installieren. Es ist nicht gestattet bzw. unmöglich, eine Mitgliedstechnologie auf einem anderen Computer zu installieren, ohne diese separat zu lizenzieren.
- Der Microsoft-Windows-Small-Business-Server 2008 muss der erste Domänencontroller (DC) der Domäne sein.
- Zusätzliche DC (keine SBS) an entfernten Standorten mit Replikation sind möglich und erlaubt.
- Vertrauensstellungen zwischen einer SBS-Domäne und anderen Windows-Domänen sind nicht möglich bzw. werden spätestens nach 21 Tagen beendet, wenn die Betriebsmasterrolle „PDC“ automatisch zum SBS wechselt (Ende des Migrations-Zeitlimits).
- Die Premium-Version des SBS2008 liefert eine weitere Windows Server Standard 2008 Lizenz für eine weitere physische oder virtuelle Maschine mit.
- Microsoft ISA ist nicht mehr Bestandteil von Windows Small Business Server 2008.